# Raniel
Raniel Santana de Vasconcelos (Recife, 11 giugno 1996) è un calciatore brasiliano, attaccante del BG Pathum Utd.

## Caratteristiche tecniche
È un'ala destra.

## Carriera
Cresciuto nelle giovanili del Santa Cruz, ha esordito il 9 marzo 2014 in occasione del match del Campionato Pernambucano vinto 7-0 contro il Salgueiro.

## Statistiche

### Presenze e reti nei club
Statistiche aggiornate al 23 marzo 2018.
| Stagione          | Squadra           | Campionato        | Campionato | Campionato | Coppe nazionali | Coppe nazionali | Coppe nazionali | Coppe continentali | Coppe continentali | Coppe continentali | Altre coppe | Altre coppe | Altre coppe | Totale | Totale | Totale |
| Stagione          | Squadra           | Comp              | Pres       | Reti       | Comp            | Pres            | Reti            | Comp               | Pres               | Reti               | Comp        | Pres        | Reti        | Pres   | Reti   |        |
| ----------------- | ----------------- | ----------------- | ---------- | ---------- | --------------- | --------------- | --------------- | ------------------ | ------------------ | ------------------ | ----------- | ----------- | ----------- | ------ | ------ | ------ |
| 2014              | Santa Cruz        | A1/PE+B           | 3+1        | 0          | CB              | 1               | 0               |                    | -                  | -                  | CDN         | 0           | 0           | 5      | 0      |        |
| 2015              | Santa Cruz        | A1/PE+B           | 8+7        | 1+1        | CB              | 0               | 0               |                    | -                  | -                  |             | -           | -           | 15     | 2      |        |
| 2016              | Santa Cruz        | A1/PE+A           | 10+0       | 0          | CB              | 2               | 0               |                    | -                  | -                  | CDN         | 9           | 0           | 21     | 0      |        |
| Totale Santa Cruz | Totale Santa Cruz | Totale Santa Cruz | 29         | 2          |                 | 3               | 0               |                    | -                  | -                  |             | 9           | 0           | 41     | 2      |        |
| 2017              | Cruzeiro          | M1/MG+A           | 3+10       | 0+2        | CB              | 8               | 1               | CS                 | 0                  | 0                  | PL          | 2           | 1           | 23     | 4      |        |
| 2018              | Cruzeiro          | M1/MG+A           | 8+0        | 3+0        | CB              | 0               | 0               | CL                 | 0                  | 0                  |             | -           | -           | 8      | 3      |        |
| Totale carriera   | Totale carriera   | Totale carriera   | 50         | 7          |                 | 11              | 1               |                    | 0                  | 0                  |             | 11          | 1           | 72     | 9      |        |

## Palmarès

### Club

#### Competizioni nazionali
- Thai League Cup: 1

BG Pathum Utd: 2024